# Годов (село)
Годов (укр. Годів) — село в Зборовской городской общине Тернопольского района Тернопольской области Украины.
Код КОАТУУ — 6122682501. Население по переписи 2001 года составляло 715 человек.
До 2020 года входило в Зборовский район.

## Географическое положение
Село Годов находится на берегу реки Зварыч,
ниже по течению на расстоянии в 1,5 км расположено село Кальное.

## История
- 1440 год — дата основания.
- Осень 1694 — во время нападения татар на село состоялся бой, в котором 400 крылатых гусар успешно противостояли 40-тысячной орде и победили её. От ран погиб руководитель защитников Ян Загоровский. Король Ян III Собеский приказал поставить ему памятник (каменный, сохранился до наших дней, отреставрированный летом 2014).

## Объекты социальной сферы
- Школа I—II ст.
- Клуб.

## Достопримечательности
- Братская могила советских воинов.
- Памятник битвы под Годовом 1694 г.[2]